# Cúp quốc gia Scotland 1993–94
Cúp quốc gia Scotland 1993–94 là mùa giải thứ 109 của giải đấu bóng đá loại trực tiếp uy tín nhất Scotland. Chức vô địch thuộc về Dundee United khi đánh bại Rangers trong trận Chung kết.

## Vòng Một
| Đội nhà         | Tỉ số  | Đội khách             |
| --------------- | ------ | --------------------- |
| Albion Rovers   | 0 – 0  | Huntly                |
| Cowdenbeath     | 1 – 1  | Queen’s Park          |
| East Fife       | 5 – 0  | Rothes                |
| Forfar Athletic | 8 – 3  | Queen of the South    |
| Ross County     | 11 – 0 | St Cuthbert Wanderers |
| Stranraer       | 3 – 3  | Whitehill Welfare     |

### Đấu lại
| Đội nhà           | Tỉ số | Đội khách     |
| ----------------- | ----- | ------------- |
| Huntly            | 5 – 3 | Albion Rovers |
| Whitehill Welfare | 0 – 4 | Stranraer     |
| Queen's Park      | 2 – 3 | Cowdenbeath   |

## Vòng Hai
| Đội nhà            | Tỉ số | Đội khách      |
| ------------------ | ----- | -------------- |
| Huntly             | 1 – 2 | Stranraer      |
| Alloa Athletic     | 4 – 0 | Gala Fairydean |
| Cowdenbeath        | 1 – 0 | Stenhousemuir  |
| Selkirk            | 0 – 3 | Arbroath       |
| Berwick Rangers    | 1 – 0 | East Fife      |
| East Stirlingshire | 4 – 1 | Cove Rangers   |
| Forfar Athletic    | 0 – 4 | Ross County    |
| Meadowbank Thistle | 1 – 2 | Montrose       |

## Vòng Ba
| Đội nhà            | Tỉ số | Đội khách            |
| ------------------ | ----- | -------------------- |
| Alloa Athletic     | 2 – 0 | Ross County          |
| East Stirlingshire | 1 – 3 | Aberdeen             |
| Airdrieonians      | 1 – 1 | Dunfermline Athletic |
| Arbroath           | 2 – 3 | Dundee United        |
| Clydebank          | 1 – 1 | Dundee               |
| Hibernian          | 2 – 1 | Clyde                |
| Kilmarnock         | 2 – 1 | Ayr United           |
| Greenock Morton    | 2 – 2 | Cowdenbeath          |
| Motherwell         | 1 – 0 | Celtic               |
| Partick Thistle    | 0 – 1 | Hearts               |
| Raith Rovers       | 2 – 0 | Brechin City         |
| Rangers            | 4 – 1 | Dumbarton            |
| St Johnstone       | 2 – 0 | Hamilton Academical  |
| St Mirren          | 2 – 0 | Montrose             |
| Stirling Albion    | 1 – 0 | Berwick Rangers      |
| Stranraer          | 2 – 1 | Falkirk              |

### Đấu lại
| Đội nhà              | Tỉ số | Đội khách       |
| -------------------- | ----- | --------------- |
| Dundee               | 2 – 1 | Clydebank       |
| Cowdenbeath          | 1 – 2 | Greenock Morton |
| Dunfermline Athletic | 1 – 3 | Airdrieonians   |

## Vòng Bốn
| Đội nhà         | Tỉ số | Đội khách       |
| --------------- | ----- | --------------- |
| St Johnstone    | 3 – 3 | Stirling Albion |
| Dundee          | 3 – 1 | St Mirren       |
| Hibernian       | 1 – 2 | Hearts          |
| Aberdeen        | 1 – 0 | Raith Rovers    |
| Airdrieonians   | 1 – 0 | Stranraer       |
| Dundee United   | 2 – 2 | Motherwell      |
| Greenock Morton | 0 – 1 | Kilmarnock      |
| Rangers         | 6 – 0 | Alloa Athletic  |

### Đấu lại
| Đội nhà         | Tỉ số | Đội khách     |
| --------------- | ----- | ------------- |
| Stirling Albion | 0 – 2 | St Johnstone  |
| Motherwell      | 0 – 1 | Dundee United |

## Tứ kết
| Đội nhà       | Tỉ số | Đội khách     |
| ------------- | ----- | ------------- |
| Airdrieonians | 0 – 0 | Dundee United |
| Kilmarnock    | 1 – 0 | Dundee        |
| Rangers       | 2 – 0 | Hearts        |
| St Johnstone  | 1 – 1 | Aberdeen      |

### Đấu lại
| Đội nhà       | Tỉ số | Đội khách     |
| ------------- | ----- | ------------- |
| Aberdeen      | 2 – 0 | St Johnstone  |
| Dundee United | 2 – 0 | Airdrieonians |

## Bán kết
| Aberdeen       | 1 – 1 | Dundee United |
| -------------- | ----- | ------------- |
| Duncan Shearer |       | Brian Welsh   |

| Kilmarnock | 0 – 0 | Rangers |
| ---------- | ----- | ------- |
|            |       |         |

### Đấu lại
| Dundee United | 1 – 0 | Aberdeen |
| ------------- | ----- | -------- |
| Jim McInally  |       |          |

| Rangers      | 2 – 1 | Kilmarnock |
| ------------ | ----- | ---------- |
| Mark Hateley |       | Tom Black  |

## Chung kết
| Dundee United | 1 – 0 | Rangers |
| ------------- | ----- | ------- |
| Brewster 47'  |       |         |